# رامیل شیدایف
رامیل شیدایف (ترکی آذربایجانی: Ramil Teymur oğlu Şeydayev؛ زادهٔ ۱۵ مارس ۱۹۹۶) بازیکن فوتبال اهل روسیه است.
از باشگاه‌هایی که در آن بازی کرده‌است می‌توان به باشگاه فوتبال دینامو مسکو، باشگاه فوتبال زنیت سن پترزبورگ، باشگاه فوتبال روبین کازان، و باشگاه فوتبال کریلیا سووتوف سامارا اشاره کرد.
وی همچنین در تیم‌های ملی فوتبال زیر ۲۱ سال روسیه، زیر ۲۱ سال جمهوری آذربایجان، و جمهوری آذربایجان بازی کرده‌است.